# Sicheong (metropolitana di Seul)
La stazione di Sicheong (시청역 - 市廳驛, Sicheong-yeok) è una stazione della metropolitana di Seul servita dalle linee linea 1 e linea 2, situata al centro della città di Seul. Il nome "Sicheong" in coreano significa "municipio", e infatti la stazione serve quest'ultimo. Fra gli altri punti di interesse va menzionato il palazzo del Deoksugung della dinastia Joseon. La stazione si trova nel quartiere di Jung-gu a Seul.

## Struttura
Linea 1 (132)

La stazione è costituita da due marciapiedi laterali che servono due binari per entrambe le direzioni al secondo piano sotterraneo, con porte di banchina a tutta altezza.
| 1 | ● Linea 1 | per Seul, Guro, Incheon, Seodongtan, Cheonan e Sinchang       |
| 2 | ● Linea 1 | per Cheongnyangni, Seongbuk, Uijeongbu, Dongducheon e Soyosan |

Linea 2 (201)

La stazione della linea 2 si trova al terzo piano sotterraneo e ha una banchina centrale a isola con porte di banchina a tutta altezza.
| 1 | ● Linea 2 | per Wangsimni, Seongsu, Geondae-ipgu, Jamsil e Gangnam |
| 2 | ● Linea 2 | per Sinchon, Dangsan, Sindorim e Daerim                |

## Stazioni adiacenti
| «            | Servizio | »            |
| Linea 1      | Linea 1  | Linea 1      |
| ------------ | -------- | ------------ |
| Jonggak      | Locale   | Seul         |
| Linea 2      |          |              |
| Chungjeongno | Locale   | Euljiro-ipgu |